# Simulium cristalinum
Simulium cristalinum es una especie de insecto del género Simulium, familia Simuliidae, orden Diptera.
Fue descrita científicamente por Coscaron & Py-Daniel, 1989.